# Stadhuis van Montauban

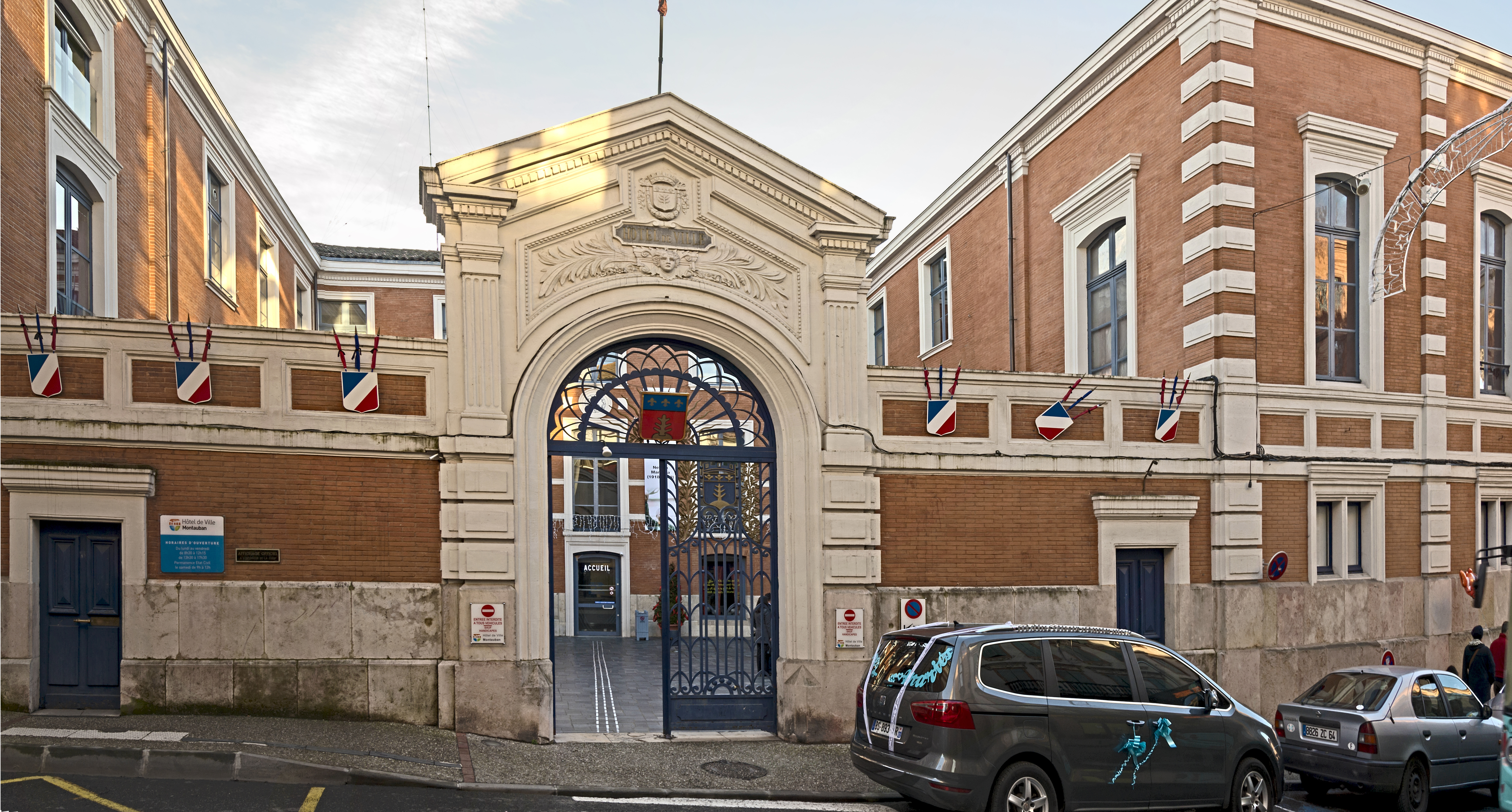
Het Hôtel d'Aliès, het stadhuis van Montauban.

Het Stadhuis van Montauban is gevestigd in een 18e-eeuws stadspaleis, het Hôtel d'Aliès, in de Rue de l'Hôtel-de-Ville 9. Het werd het gemeentehuis van Montauban in 1908.

## Geschiedenis

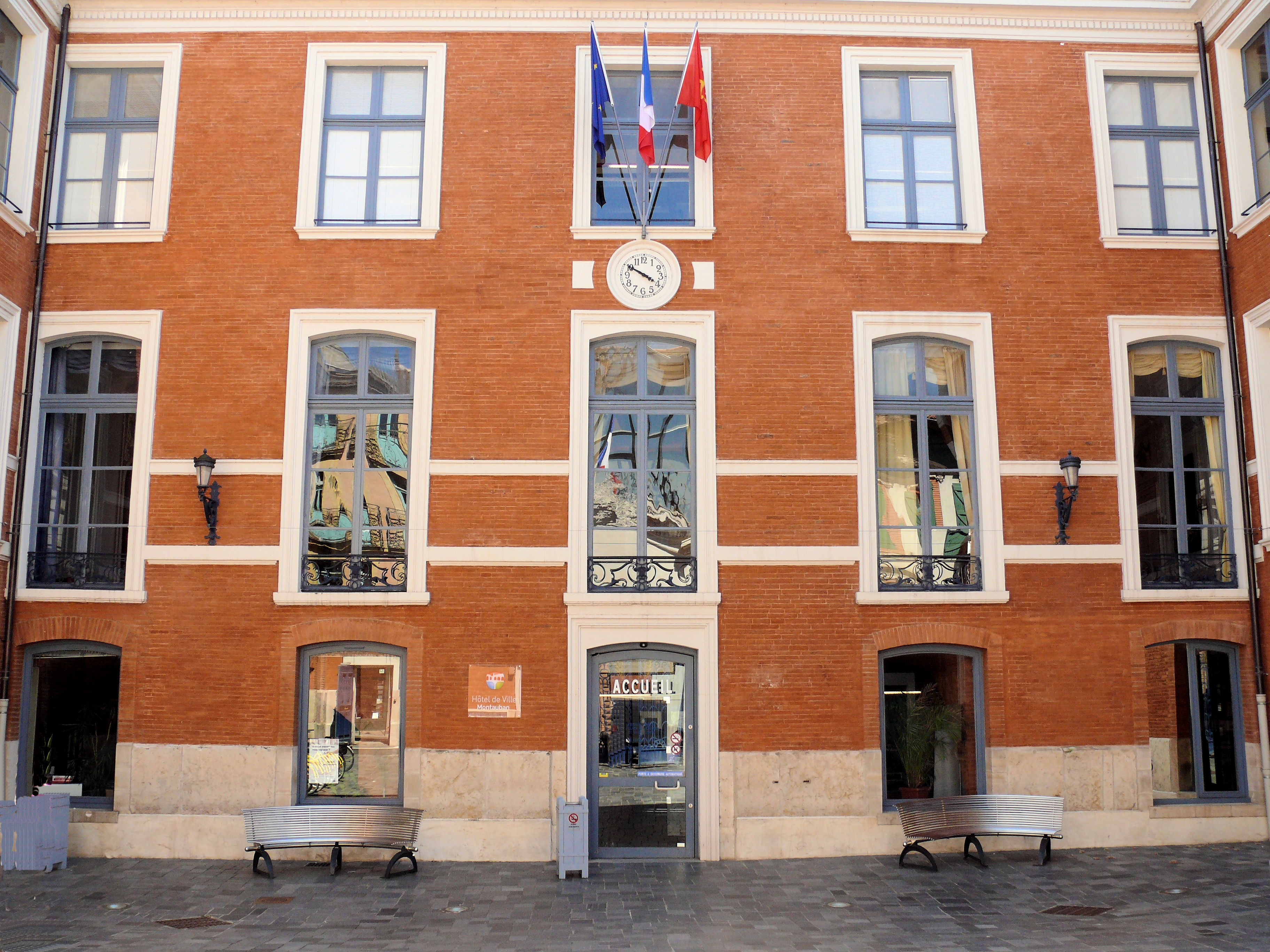
Het hoofdgebouw; het uurwerk boven de ingang werd aan het begin van de 20e eeuw toegevoegd.

Het stadspaleis werd gebouwd in opdracht van de magistraat Paul Antoine d'Aliès de Réalville, die voorzitter was van de Cour des Aides, een fiscale rechtbank. In de loop van de 18e eeuw werd de administratie van de intendant van de generaliteit Haute-Guyenne ondergebracht in het gebouw. Vanaf 1823 deed het gebouw dienst als bisschoppelijke residentie: bisschop Théodore Legain liet in 1873 een neogotische privékapel bouwen. Het oude bisschoppelijke paleis herbergde toen de gemeentediensten. In 1908 kreeg het oude bisschoppelijk paleis volledig een museale functie (het huidige Musée Ingres Bourdelle) en de gemeentediensten verhuisden toen naar hun huidige lokatie. Om alle diensten te huisvesten werden nieuwe bijgebouwen opgetrokken.

## Beschrijving
Het stadspaleis heeft in de loop der eeuwen verschillende verbouwingen ondergaan, maar heeft wel zijn basisstructuur behouden. Het bestaat uit een hoofdgebouw dat door een binnenplein en een monumentale poort en muur is gescheiden van de straat. Aan weerszijden van het binnenplein staat de zijvleugels. Het gebouw is opgetrokken uit baksteen en witte natuursteen.
Achter de ingang van het hoofdgebouw bevindt zich een monumentale trap met een ijzeren ballustrade. Een opvallend kunstwerk is het schilderij La République (Armand Cambon, 1848). Het stadhuis herbergt verschillende ontvangstruimten:
- Salle de réception, versierd met verguld houtwerk
- Salon bleu, rijk versierd met gypseries, ornamenten vervaardigd uit een mengeling van plaaster en gemalen steen.
- Salle des mariages, ondergebracht in de voormalige privékapel van de bisschop[1]